# USS Tinian (CVE-123)
USS Tinian (CVE-123) – lotniskowiec eskortowy typu Commencement Bay, który służył w United States Navy. 
Stępkę jednostki położono 20 marca 1945 roku w stoczni Todd-Pacific Shipyards w Tacoma. Zwodowano go 5 września 1945 roku. Został zaakceptowany przez US Navy 30 lipca 1946 roku.
Nigdy nie znajdował się w aktywnej służbie, został przeniesiony do rezerwy. 1 czerwca 1970 roku skreślony z listy jednostek floty. Sprzedany 15 grudnia 1971 roku na złom. 